# Kokošnik (arhitektura)
Kokošnik (rusko Кокошник; množ. Kokošniki) je fasadna dekoracija ruske arhitekture, ki se pogosto uporablja zlasti pri cerkvenih stavbah, v obliki polkrožnega, trikotnega, kobiličastega oboka ali pasovnega dekorativnega zatrepa - to je loku podoben polkrožni vrh cerkvene stene. Ime izhaja iz podobno oblikovanih pokrival ruske ženske noše. Kokošnik je tip zakomara – konzole le da ima čisto dekorativno funkcijo in je pogosto razporejen v stopnjah.

## Zgodovina
Kokošniki so se prvič pojavili na stari cerkvi Marijinega vnebovzetja v Kolomni, zgrajeni v letih 1379–82 in je nato postala značilen arhitekturni okras moskovske arhitekture. Drugi zgodnji primeri uporabe so cerkev Marijinega vnebovzetja v mestu Zvenigorod (okoli leta 1400) in samostanska cerkev v samostanu Ferapontov (1490), vojaškem samostanu v ruski pokrajini Vologda. Gre za enega najpomembnejših primerov ruske umetnosti iz srednjega veka. Zaradi stenskih in stropnih poslikav, ki jih je leta 1502 ustvaril mojster Dionizij, je bil leta 2000 uvrščen na Unescov seznam svetovne dediščine.
Kokošniki se še posebej pogosto uporabljajo na šotorskih strehah cerkva 16. in 17. stoletja, kjer ustvarjajo skladen vertikalni prehod med sestavnimi deli v obliki piramide. Na primer v Janezovi cerkvi v Džakovu (danes v Moskvi, 1553/54), cerkev svetega Vasilija (1555-61) ali cerkev Kristusovega spreobrnjenja v Ostrovu pri Moskvi (1646). Od druge polovice 17. stoletja so kokošniki vse bolj prehajali na zvonike in bili opremljeni z bogatimi profili, okrasnimi reliefi in [fmajolika|majoliko]] v okvirjih. Moskovska cerkev Marijinega rojstva v Putinki (dokončana leta 1652) in cerkev svete Trojice v Ostankinu (1677–83, pripisana Pavlu Sidoroviču Potehinu) sta izjemna primera tega v Moskvi.
V začetku 18. stoletja je kokošnik vse bolj prihajal iz uporabe kot gradbeni okras in se znova pojavil v historični arhitekturi druge polovice 19. stoletja - zdaj tudi zunaj zgodovinskih meja Moskovske velike kneževine.

## Primeri
- Spassky katedrala Andronikov samostan prikazuje kombinacijo kokošnikov zgoraj in zakomare spodaj.
- Manjša katedrala samostana Donskoy s tremi vrstami velikih kokošnikov.
- Kokošniki cerkve Svete Trojice v Nikitinki v Moskvi
- Cerkev svetega Nikolaja v Kolomni. Pet vrstic kokošnikov v celoti pokriva trezorje zunaj
- Kokošniki na cerkvi svetega Jurija Neocaesarea v Polyanki